# MHC Liberty
MHC Liberty is een Nederlandse hockeyclub uit de Noord-Brabantse plaats Dongen.
De club werd opgericht op 24 november 1945 en speelt op Sportpark Alexander. Het logo van de club bevat een woestijnrat. Zowel het eerste heren- als damesteam komen in het seizoen 2015/16 uit in de Derde klasse van de KNHB.